# Coiserette
Coiserette é uma comuna francesa na região administrativa de Borgonha-Franco-Condado, no departamento de Jura. Estende-se por uma área de 5,91 km². Em 2010 a comuna tinha 56 habitantes (densidade: 9,5 hab./km²).